# Afroasiatiske sprog
De Afroasiatiske sprog (tidligere kaldt de Hamito-Semitiske sprog) omfatter en mængde sprog i Nordafrika og Mellemøsten.
Sprogslægten har seks grene:
- Semitisk: deriblandt sprogene Arabisk og Hebræisk;
- Ægyptisk: deriblandt sprogene Oldægyptisk og dens senere efterfølger Koptisk. "Ægyptisk" kan også betegne den modern arabiske dialect;
- Berber: brugt af forskellige Berberfolk i Nordafrika, f.eks. Tuareg-folket;
- Kushitisk: Somali er det mest kendte af disse sprog fra Nordøstafrika;
- Omotisk: mindre sprog fra Sydvest-Etiopien;
- Chadisk: deriblandt det Vestafrikanske sprog Hausa, vigtig i Nigeria;

De første tre grene skulle være nærmere beslægtet end de tre sidste.